# 國土防禦
國土防禦（英語：Homeland defense, HD）概指为了保护本国的领土、主权、国内人口以及重要基础设施等免受外部威胁和侵略而采用的防御性手段或策略。

## 定义
“国土防御（HD）是针对主权、领土、国内人口和关键防御基础设施免受外部威胁、侵略以及国家领导人（例如美国总统）所指示的其他威胁等有害条件的保护。以美国为例，美国国防部负责一部分的美国国土防御任务，因此为国土防御回应的主要领导部门，而其他部门和机构亦须一同支持国防部的工作。”

## 威胁策略
国土防御的战略威胁环境基于以下条件和概况：
- 地理距离提供的保护减弱
- 传统威胁依然存在
- 大规模杀伤性武器袭击的风险增大
- 误判和意外的可能性增加
- 恐怖袭击的可能性增加
- 来自弱国和失败国家以及非国家组织的挑战增加
- 冲突来源日益多样化且地点变得不可预测
- 对本国海外切身利益的威胁
- 跨国性不断增强。

对上述任何变化的反应都可以通过外交、经济、军事和信息手段影响一个国家的国际环境。 因此，需要采取积极、全面的应对措施。